# Bernard Butler
Bernard Joseph Butler (Londres, 1 de Maio de 1970), é um músico e produtor inglês, mais conhecido como o primeiro guitarrista da banda inglesa Suede.

## Biografia
Depois de deixar os Suede forma, em 1994, os McAlmont and Butler, um duo com o cantor David McAlmont. A banda esteve activa apenas até 1995, lançando um álbum, The Sound of McAlmont and Butler. O duo regressa em 2002 com o álbum Bring it Back.
Entre 1998 e 1999, Buttler lança-se a solo e como cantor, editando dois álbuns- People Move on e Friends and Lovers.
Em 2004, surge o reencontro musical de Bernard com Brett Anderson, que formam os The Tears e é lançado o álbum Here Come The Tears, em 2005.
Actualmente Butler está ligado à produção e participação como compositor em álbuns como Rockferry da galesa Duffy e Melody- o primeiro álbum a solo da vocalista da banda escocesa Texas, Sharleen Spiteri.
Em 2009, Butler venceu o prémio de melhor produtor nos Brit Awards, pelo trabalho em Rockferry.

## Álbuns em nome próprio
- 1998- Bernard Butler- People Move on
- 1999- Bernard Butler- Friends and Lovers